# Echidna catenata
Echidna catenata  (лат.) — вид лучепёрых рыб семейства муреновых (Muraenidae). Распространены в западной части Атлантического океана. Максимальная длина тела 165 см.

## Описание
Тело вытянутое, угреобразное, немного сжато с боков. Максимальная длина тела 165 см, обычно около 40 см. Кожа голая, покрыта слизью. Голова короткая, верхний профиль крутой. Глаза расположены над серединой верхней челюсти. Задняя ноздря с приподнятым, зубчатым краем, расположена над передним краем глаза. Рыло короткое и закруглённое. Челюсти короткие, смыкаются полностью. На верхней челюсти короткие тупые зубы расположены в 2 ряда, а на нижней челюсти — в 1—2 ряда. Короткие и толстые зубы на межчелюстной кости расположены в 3-х поперечных рядах с 1, 2 или 3 зубами посередине. Зубы на сошнике по форме сходны с молярами. 

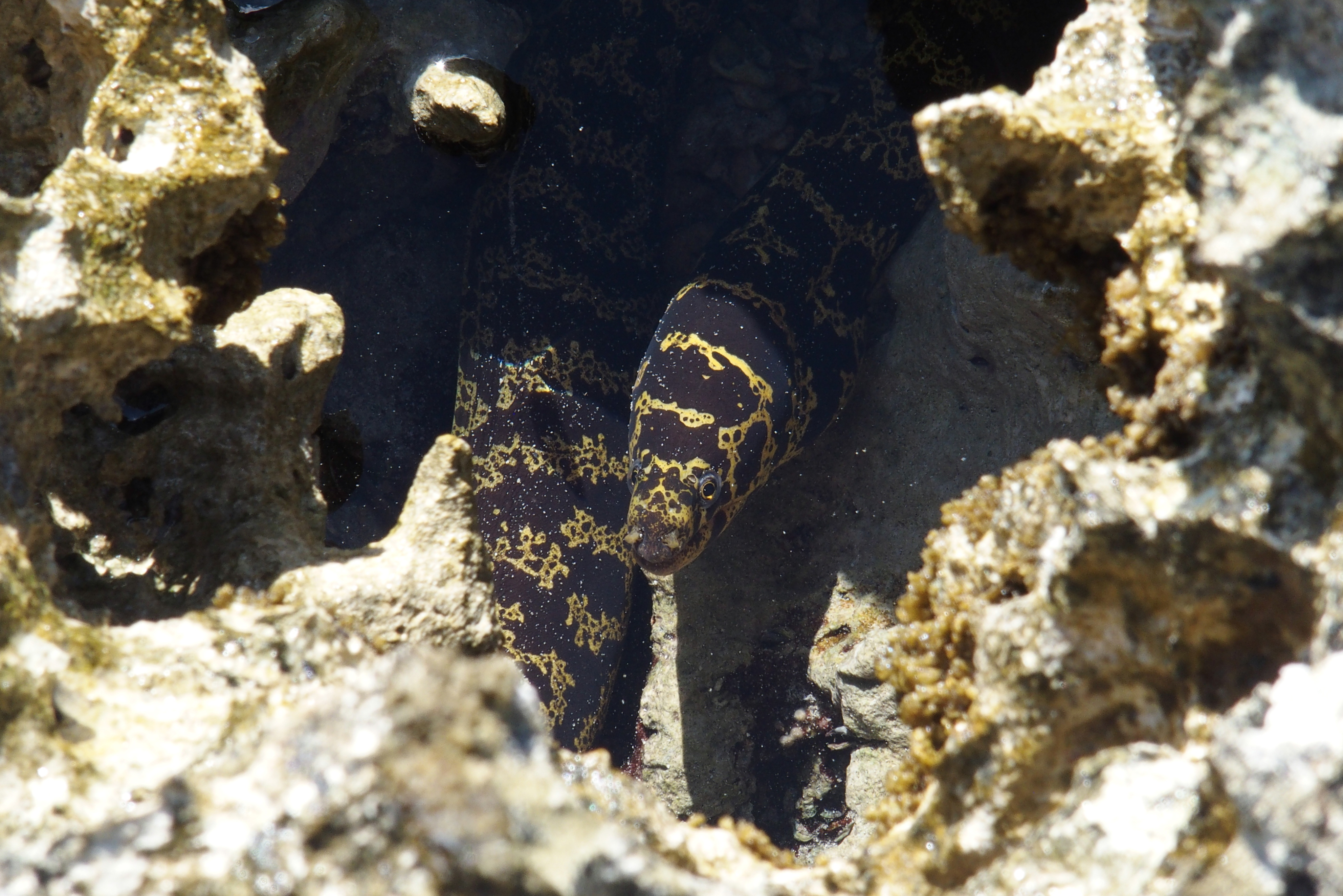

Спинной плавник начинается на голове перед жаберными отверстиями, тянется до хвостового плавника и соединяется с ним. Анальный плавник начинается сразу за анальным отверстием, которое расположено в середине тела, тянется до хвостового плавника и тоже соединяется с ним. Хвостовой плавник закруглённый. Грудные и брюшные плавники отсутствуют. Тело и голова от тёмно-коричневого до чёрного цвета, полностью покрыты сетчатым рисунком из прерывистых жёлтых линий. Очень крупные экземпляры могут иметь обратную окраску. Радужная оболочка глаза жёлтая.

## Биология
Морские придонные рыбы. Обитают у коралловых и скалистых рифов на глубине от 1 до 20 м. Ведут одиночный образ жизни, часто скрываются в расщелинах скал, щелях между камнями и между кораллами. Охотятся как в дневное, так и в ночное время. Пищедобывательное поведение довольно разнообразно: поиск добычи у оснований скал или по краям отливных луж; скрытное приближение к ранее замеченной жертве; преследование добычи; засада в расщелинах и под камнями. Во время отлива могут до 30 минут находиться вне воды и продолжать охоту. Питаются ракообразными (преимущественно крабами и креветками) и рыбами. Мелкие крабы проглатываются целиком, в то время как более крупные разрываются на части сочетанием разнообразных движений телом и головой.

## Ареал
Распространены в западной части Атлантического океана от Бермудских островов до Багамских островов и юга Флориды; в Мексиканском заливе от Флорида-Кис вдоль западного побережья Флориды и побережья Мексики до северо-запада Кубы; Карибское море; вдоль побережья Южной Америки до юга Бразилии, включая остров Триндади. В центральной Атлантике обнаружены у острова Вознесения. 